# Stardust (Lena-Meyer-Landrut-Album)
Stardust ist das dritte Studioalbum der deutschen Sängerin Lena Meyer-Landrut. Produzent des Albums ist Swen Meyer. Das Album hat zwölf Titel, wovon vier bereits vorab bei iTunes veröffentlicht wurden. Offiziell wurde das Album am 12. Oktober 2012 veröffentlicht. Es wurde in Deutschland mit Gold ausgezeichnet.

## Titelliste
Standard Edition
| #   | Titel                | Songschreiber                                            | Produzent            | Länge |
| --- | -------------------- | -------------------------------------------------------- | -------------------- | ----- |
| 1.  | Stardust             | Rosi Golan, Tim Myers                                    | Swen Meyer           | 3:30  |
| 2.  | Mr. Arrow Key        | Lena Meyer-Landrut, Linda Carlsson, Sonny Boy Gustafsson | Sonny Boy Gustafsson | 3:34  |
| 3.  | Pink Elephant        | John Gordon, Ginger Mackenzie, Mathias Ramson            | Gustafsson           | 3:35  |
| 4.  | Neon (Lonely People) | Meyer-Landrut, Matthew Benbrook, Pauline Taylor          | Meyer                | 3:31  |
| 5.  | Better News          | Meyer-Landrut, Ian Dench, Martin Sutton                  | Meyer                | 3:02  |
| 6.  | Day to Stay          | Meyer-Landrut, Carlsson, Gustafsson                      | Gustafsson           | 3:56  |
| 7.  | To the Moon          | Meyer-Landrut, Alexander Schroer                         | Meyer                | 3:24  |
| 8.  | Bliss Bliss          | Tjeerd Bomhof, Elliot James, James Walsh                 | Meyer                | 3:11  |
| 9.  | ASAP (feat. Miss Li) | Meyer-Landrut, Carlsson, Gustafsson                      | Gustafsson           | 2:48  |
| 10. | I'm Black            | Meyer-Landrut, Dench, Sutton                             | Meyer                | 3:05  |
| 11. | Goosebumps           | Meyer-Landrut, Carlsson, Gustafsson                      | Gustafsson           | 3:39  |
| 12. | Don't Panic          | Meyer-Landrut, John McDaid, James Flannigan              | Meyer                | 2:27  |

iTunes-Bonus-Track
| #   | Titel     | Songschreiber                                      | Produzent  | Länge |
| --- | --------- | -------------------------------------------------- | ---------- | ----- |
| 13. | Moonlight | Per Kristian Ottestad, Rosi Golan, Mayaeni Strauss | Gustafsson | 3:42  |

Deluxe Edition
- Die Deluxe Edition beinhaltet einen Trailer zum Album, eine Fotogalerie, ein Video zur Entstehung des Albums sowie das Musikvideo zur Single „Stardust“.

Auf der Single Stardust ist ein weiterer Song Time enthalten.

## Chartplatzierungen

### Album
| Jahr | Titel    | Höchstplatzierung, Gesamtwochen, AuszeichnungChartplatzierungen (Jahr, Titel, Platzierungen, Wochen, Auszeichnungen, Anmerkungen) | Höchstplatzierung, Gesamtwochen, AuszeichnungChartplatzierungen (Jahr, Titel, Platzierungen, Wochen, Auszeichnungen, Anmerkungen) | Höchstplatzierung, Gesamtwochen, AuszeichnungChartplatzierungen (Jahr, Titel, Platzierungen, Wochen, Auszeichnungen, Anmerkungen) | Anmerkungen                                                |
| Jahr | Titel    | DE | AT | CH | Anmerkungen                                                |
| ---- | -------- | --- | --- | --- | ---------------------------------------------------------- |
| 2012 | Stardust | DE2 Gold · (22 Wo.)DE | AT14 (8 Wo.)AT | CH31 (1 Wo.)CH | Erstveröffentlichung: 12. Oktober 2012 Verkäufe: + 100.000 |

### Singles
| Jahr | Titel                | Höchstplatzierung, Gesamtwochen, AuszeichnungChartplatzierungen (Jahr, Titel, , Platzierungen, Wochen, Auszeichnungen, Anmerkungen) | Höchstplatzierung, Gesamtwochen, AuszeichnungChartplatzierungen (Jahr, Titel, , Platzierungen, Wochen, Auszeichnungen, Anmerkungen) | Höchstplatzierung, Gesamtwochen, AuszeichnungChartplatzierungen (Jahr, Titel, , Platzierungen, Wochen, Auszeichnungen, Anmerkungen) | Anmerkungen                                                 |
| Jahr | Titel                | DE | AT | CH | Anmerkungen                                                 |
| ---- | -------------------- | --- | --- | --- | ----------------------------------------------------------- |
| 2012 | Stardust             | DE2 Gold · (26 Wo.)DE | AT14 (20 Wo.)AT | CH74 (1 Wo.)CH | Erstveröffentlichung: 7. September 2012 Verkäufe: + 150.000 |
| 2013 | Neon (Lonely People) | DE38 (4 Wo.)DE | — | — | Erstveröffentlichung: 15. März 2013                         |
| 2013 | Mr. Arrow Key        | DE46 (4 Wo.)DE | — | — | Erstveröffentlichung: 17. Mai 2013                          |

## Kritiken
Andreas Borcholte hörte das Album für den Spiegel und urteilte: „An den meisten der 12 Titel auf "Stardust" hat sie als Texterin oder Komponistin mitgewirkt, und das, ganz positiv gemeint, hört man. Die Neuerfindung der Musik findet hier natürlich nicht statt. "Stardust" ist ein Album voll gefälligem Radiopop wie die beiden Vorgänger. Doch Lena nimmt die Emanzipation zur Songwriterin mit kleinen, aber spürbaren Schritten in Angriff. Das merkt man schon allein daran, dass sie sich nicht mehr so stark wie früher hinter Manierismen wie ihrem exaltierten englischen Akzent versteckt.“